# Cuthona phoenix
Cuthona phoenix is een slakkensoort uit de familie van de Cuthonidae. De wetenschappelijke naam van de soort is voor het eerst geldig gepubliceerd in 1981 door Gosliner.